# Detroit Tigers
A Detroit Tigers egy amerikai baseballcsapat, a Major League Baseballban az Amerikai Liga középső csoportjában játszanak. A Tigers egyike annak a négy klubnak, akik az Amerikai Liga 1901-es megalapítása óta nem költöztek más városba.

## Története

### Alapítása
Detroit első profi csapata a "Detroit Wolverines" 1881-től 1888-ig volt a Nemzeti Liga tagja. A legjobb eredmény 1887-ben érték el, amikor a Nemzeti Liga bajnokai lettek, majd megverték az Amerikai Liga bajnokát a St. Louis Browns-t is. Mivel a World Series-t először csak 1903-ban játszottak, ezért hivatalosan ez nem tekinthető World Series győzelemnek, de valójában ezt jelenti.
Detroit akkoriban még nem volt olyan nagy iparváros mint ma, ezért még a győzelmek ellenére sem volt elég szurkolója a csapatnak, hogy a profi bajnokságban maradjon. Az 1888-as évad után a csapat feloszlott és a város visszacsúszott a Minor League-be. Az 1890-es évek elején voltak próbálkozások egy profi ligás csapat létrehozására, de kudarcba fulladtak.
1896-ban egy másodosztályban, a Western League-ben játszó detroiti klub, a Tigers baseballpályát épített a Michigan és a Trumbull sugárút sarkán, ami a következő 104 évadban otthonukként szolgált. 1901-ben a Western League felbontotta a Nemzeti Ligával kötött egyezségét, átnevezte magát Amerikai Ligának és első osztályú bajnokságként működött tovább. A Tigers a pletykák ellenére Detroitban maradt, míg végül 1903-ban két liga kiegyezett.

### 1905–68
1905-ben a klubhoz szerződött Ty Cobb, aki minden idők egyik legjobb baseballjátékosa lett, a mai napig ő tartja a legjobb ütési átlag (.366) és a legtöbb ellopott bázis (54) rekordját. Cobb mellett a csapat többi tagja is kitűnő játékos volt, de World Series-t még így sem sikerült nyerniük, bár közel voltak: 1907–1909-ig mindhárom évben bejutottak a döntőbe. Az 1910-es és 20-as években még ennyire sem ment a játék, a középerős csapat maradtak. 1921-től Cobb átvette a csapat irányítását, de ebben nem volt túl sikeres és a játékosok sem szerették vezetési stílusát. 1926-ban elment a Tigerstől, de az eredetileg tervezett visszavonulás helyett még két évet játszott a Philadelphia Athletics-nél, igaz nem minden meccsen lépett pályára.
A 30-as években a csapat újra a liga élvonalába került, a meghatározó játékosok "Black Mike" Mickey Cochrane, Hank Greenberg és Charlie Gehringer voltak. 1934-ben megint bejutottak a World Series-be, de a mindent eldöntő utolsó mérkőzésen a St. Louis Cardinals jobban viselte a feszültséget és legyőzték a Detroitot. A várva-várt bajnoki címre azonban csak egy évet kellett várni, 1935-ben végre World Series-t nyertek.
A cím megnyerése után, a klub visszasüllyedt a középmezőnybe. Bajnokságot újra csak 1945-ben nyertek, a második világháborús frontról visszatérő Hank Greenberg segítségével. Mivel ekkor még sok sztárjátékos a fronton harcolt, a baseball történetírók szerint ez volt minden idők leggyengébb évadja. Warren Brown, chicagoi sportújságíró mondta a döntő előtt, hogy "Nem hiszem, hogy bármelyikük nyerni tudna."
1945 után a csapat bár lassan, de folyamatosan fejlődött. Az 1961-es évadban már 101 győzelmük volt és Norm Cash lett az Amerikai Liga legjobb ütőjátékosa, .361-es átlaggal, de még ez is kevés volt, hogy bejussanak a rájátszásba. Ebben az időszakban más tehetséges játékosok is feltűntek a Tigers kispadján, a bajnoki győzelem a levegőben volt. Ez a győzelem pedig 1968-ban jött el, ami segített helyreállítani a városban a nyugalmat az egy évvel korábbi zavargások után. A csapat könnyedén jutott a World Series-be, ahol a St. Louis Cardinals-szal mérkőztek meg és drámai küzdelemben 4-3-as összesítéssel újra megszerezték a bajnoki címet.

### 1969–87
1968 után a csapat nem tudta tartani a jó formáját. 1969-ben és 71-ben majdnem bejutottak a rájátszásba, sőt 1972-ben csoportgyőztesek is volt, ha csak ½ ponttal is. Az évad eleji sztrájk miatt felborult a menetrend és emiatt osztottak ki ½ pontokat is.

## Döntőbeli szereplések
| Év   | Alapszakasz eredmény | Döntőbeli eredmények                                                                 |
| ---- | -------------------- | ------------------------------------------------------------------------------------ |
| 1907 | 92-58                | Amerikai Liga győztes. A World Series-ben kikapott a Chicago Cubs-tól 0-4-re.        |
| 1908 | 90-63                | Amerikai Liga győztes. A World Series-ben kikapott a Chicago Cubs-tól 1-4-re.        |
| 1909 | 98-54                | Amerikai Liga győztes. A World Series-ben kikapott a Pittsburgh Pirates-től 3-4-re.  |
| 1934 | 101-53               | Amerikai Liga győztes. A World Series-ben kikapott a St. Louis Cardinals-tól 3-4-re. |
| 1935 | 93-58                | World Series győztes. A döntőben a Chicago Cubs-t verte meg 4-2-re.                  |
| 1940 | 90-64                | Amerikai Liga győztes. A World Series-ben kikapott a Cincinnati Reds-től 3-4-re.     |
| 1945 | 88-65                | World Series győztes. A döntőben a Chicago Cubs-t verte meg 4-3-ra.                  |
| 1968 | 103-59               | World Series győztes. A döntőben a St. Louis Cardinals-t verte meg 4-3-ra.           |
| 1972 | 86-70                | Amerikai Liga második. Az Oakland Athletics-től kapott ki 2-3-ra.                    |
| 1984 | 104-58               | World Series győztes. A döntőben a San Diego Padres-t verte meg 4-1-re.              |
| 1987 | 98-64                | Amerikai Liga második. A Minnesota Twins-től kapott ki 1-4-re.                       |
| 2006 | 95-67                | Amerikai Liga győztes. A World Series-ben kikapott a St. Louis Cardinals-től 1-4-re. |

## 2006-os szereplés

### Alapszakasz
2006-ban az év meglepetéscsapata a Tigers volt.  Az évek óta tartó gyenge teljesítmény után májusban a csoport élére került. Egyetlen bizonytalan pont volt, vajon az igazi élcsapatokkal is fel tudják-e venni a versenyt. Az évad elején vesztettek a New York Yankees, a Boston Red Sox és a tavalyi bajnok Chicago White Sox ellen. Július 20-án azonban teltház előtt, egy emlékezetes mérkőzésen a Tigers semlegesíteni tudta a White Sox dobókirályát, José Contreras-t és megszerezte a győzelmet. Később megverték az Oakland-ot és a Minnesota Twins-t is.
A győzelmek kevésnek bizonyultak a csoportelsőséghez, október 1-jén kikaptak a Kansas City Royals-tól. A 95-67-es győzelmi arány viszont elég volt a wildcard helyre, így 1987 óta először a Tigers bejutott a rájátszásba. Egész Detroit Tigris-lázban égett, az 1987-es szerepléskor használt "Bless you Boys" (Isten áldjon, fiúk) dalt újra elővették.

### Rájátszás

#### Division Series
A Yankees toronymagas esélyese volt az első találkozónak, mind a kilenc ütőjátékosuk idén vagy korábban, de játszott All-Star mérkőzésen. Az első meccset 8-4-re meg is nyerte a New York-i csapat. A második mérkőzésen a Tigers 1-0-s vezetésénél Johnny Damon a Yankees ütőjátékosa 3 futós home run-t ütött a negyedik inningben. A Tigers egy emberes futásokkal jött föl, az 5., 6. és 7. inningben, így végül 4-3-ra nyerték a találkozót.
A harmadik meccset Detroitban játszották és a hazai pálya előnyét kihasználva 6-0-ra leiskolázták a Yankees-t. A Tigers a Jeremy Bonderman dobó kiváló teljesítményével 8-3-ra ezt a meccset is hozta és ezzel a továbbjutást is sikerült kiharcolniuk. A szurkolók és a csapat megérdemelten ünnepelhettek, a jó védekezésnek köszönhetően a Yankees félelmetes ütősora 20 inningen keresztül nem tudott pontot szerezni.

#### Championship Series
A Tigers az Oakland Athletics, a nyugati ág győztesei ellen lépett pályára. Az első meccset a fantasztikus formában lévő Nate Robertson (dobó) segítségével a Tigers 5-1-re megnyerte. A második találkozón az egyébként ritkán játszó Alexis Gómez egy home run-t ütött és még 4 pontot hozott a csapatnak, a végeredmény 8-5 lett a Tigersnek. A következő mérkőzésen a jól teljesítő dobó, Kenny Rogers vezetésével 3-0-ra verték a láthatóan indiszponált Athletics-et. A negyedik találkozón az utolsó inningben Magglio Ordóñez három futós home-runjával 6-3-ra nyerte a meccset a Detroit és így 100%-os teljesítménnyel jutott a World Series-be.

#### World Series
A döntő sorozatban a csapat a St. Louis Cardinals-szal mérkőzött. Mivel a Cardinals már a Division Series-ben sem számított esélyesnek, mindenki a Tigers győzelmét várta. Meglepetésre azonban csak egy meccsen tudtak nyerni, így 4-1-es összesítéssel a St. Louis-i csapat diadalmaskodott.

## Csapatjelképek
- Név: Sokféle történet létezik a Tigers név származását illetően. Az egyik szerint az akkori narancssárga csíkos egyenruhájuk és fekete sportszáruk miatt, míg mások szerint egy sportújságíró hasonlította az első profi ligás győzelmüket a Princeton Tigers hasonló sikeréhez. Valójában, a 19. században Detroitnak volt egy katonai alakulata a Detroit Light Guard, akiket Tigriseknek neveztek. Az egység fontos szerepet játszott a polgárháborúban és a spanyol–amerikai háborúban is. Mivel a baseballcsapatot megalakulása után nem hivatalosan Tigers-nek is nevezték a Major League-be kerülésükkor engedélyt kértek és kaptak a Light Guard-tól a név hivatalos használatára. Vagyis a mezük azért volt narancssárga csíkos, mert már akkor is Tigers-nek hívták őket, és nem a mezről kapták a nevüket.
- Mez: Hazai meccseken: Fehér alapon sötétkék, gót "D" betű. Idegenben: Szürke alapon sötétkék "Detroit" felirat, narancssárgával és fehérrel kiemelve. A Tigersnek nincs másfajta (például vasárnapi) meze. Ez talán annak is köszönhető, hogy a mez 1905 óta változatlan és emiatt már szimbólummá vált. 1960-ban lecserélték a gót "D" betűt kék "Tigers" feliratra, de a szurkolók nemtetszése miatt visszacserélték.

- Emblémák: Gót "D" betű. 1994–2005-ig a "D" betűn egy támadó tigris ugrott keresztül. A klub a 2005-ös évadra meg akarta változtatni, de lekéstek a határidőről. Ma a tigris nélküli "D" betű szerepel a hazai ingen, míg egy ettől kicsit eltérő "D" van a hazai sapkán (fehér D, kék alapon) és az idegenbeli sapkán (narancssárga D, kék alapon). Újabban megjelent egy "Tigris T" embléma is, melyen egy T betű mögül jön elő a tigris.
- Nem hivatalos szurkolói dal: Tiger Rag. Más ismert dalok: "Go Get 'Em Tigers" a hatvanas évekből; "Bless You Boys" az 1984-es évadból. A "Lifelong Tiger Fan Blues"-t 1993-ban Jeff Daniels írta, majd 2006-ban kicsit aktualizálta a Tigers győzelmeivel.
- Csapatmottó: Who's Your Tiger? (2006), "Home Again" (2004 Hazai meccsek)
- Kabalafigura: Paws – magyarul Mancs, tigris.

## Tigers játékosok a Baseball Hírességek Csarnokában

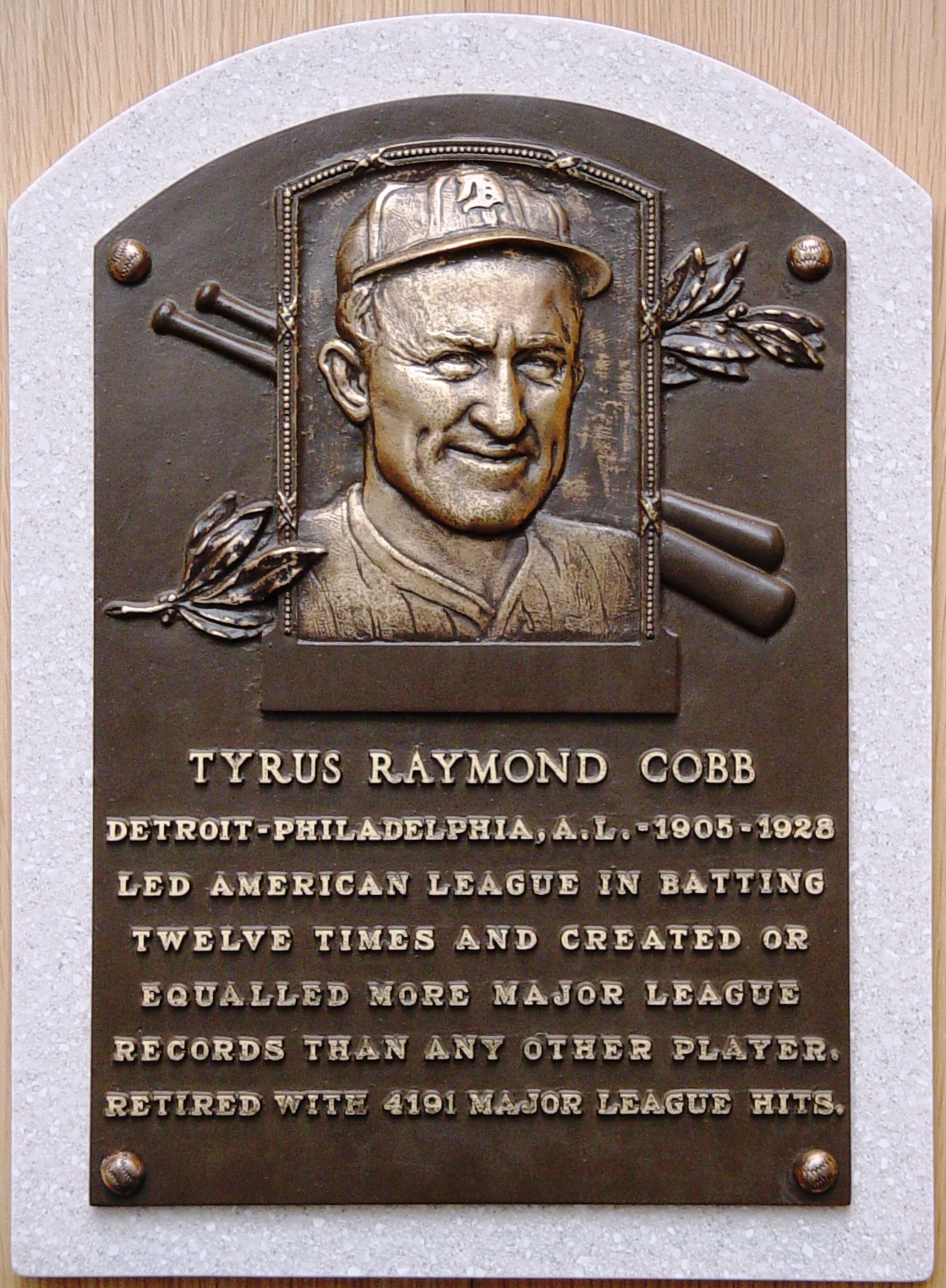
Ty Cobb emléktábla a Hírességek Csarnokában

| Legalább részben a Tigers-nél nyújtott teljesítményük alapján beválasztott játékosok: - Sparky Anderson, menedzser, 1979–1995 - Jim Bunning, dobó (pitcher), 1955–1963 - Ty Cobb, outfielder, 1905–1926 - Mickey Cochrane, kapó (catcher), 1934–1937; menedzser, 1934–1938 - Sam Crawford, outfielder, 1903–1917 - Charlie Gehringer, második baseman, 1924–1942 - Goose Goslin, outfielder, 1934–1937 - Hank Greenberg, első baseman, 1930–1946 - Harry Heilmann, outfielder, 1914–1929 - Hughie Jennings, menedzser, 1907–1920 - Al Kaline, outfielder, 1953–1974 - George Kell, harmadik baseman, 1946–1952 - Heinie Manush, outfielder, 1923–1927 - Hal Newhouser, P, 1939–1953 |  | Más sportolók a hírességek csarnokából, akik kapcsolatban álltak a Mets-el. - Earl Averill, outfielder, 1939–1940 - Ed Barrow, menedzser, 1903–1904 - Larry Doby, outfielder, 1959 - Bucky Harris, menedzser, 1929–1933 - Waite Hoyt, P, 1930–1931 - Eddie Mathews, harmadik baseman, 1967–1968 - Al Simmons, outfielder, 1936 - Sam Thompson, outfielder, 1906 - Ernie Harwell, kommentátor, 42 éven át közvetítette a stadionban a Tigers meccseit. |

## Visszavont mezszámok
- 2 Charlie Gehringer, második baseman, 1924-42; edző 1942; vezető menedzser, 1951-53
- 5 Hank Greenberg, első baseman, 1930-46
- 6 Al Kaline, outfielder, 1953-74
- 16 Hal Newhouser, dobó, 1939-53
- 23 Willie Horton, outfielder, 1963-77
- 42 Jackie Robinson, az egész Major League Baseballból visszavonva, 1997-ben
- Ty Cobb, outfielder, 1905-26; menedzser, 1921-26. A nevét feljegyezték a visszavont mezszámok falán. Cobb idejében még nem használtak mezszámozást.

## Érdekességek
- Híres Tigers szurkolók: Tom Selleck, Tim Allen, Jeff Daniels, Jerome Bettis, Steve Yzerman, Kid Rock, Kenny Rogers, Charles Gibson, Chauncey Billups
- A csapat a tavaszi edzőtáborozást Lakeland-ban (Florida), a Joker Marchant Stadionban tartja.